# Singer-songwriter
singer-songwriter é o 12º álbum de estúdio de Maaya Sakamoto. Foi lançado em 27 de março de 2013 pela FlyingDog, um selo da gravadora Victor Entertainment e possui dez faixas.

## Produção
O título vem do fato da artista decidir se aventurar em escrever e compor todas as músicas do álbum, tornando-se uma "cantora-compositora" (singer-songwriter). O álbum contém um novo arranjo da canção "everywhere" (originalmente do álbum homônimo), o mesmo aconteceu com a música "Chikai", do álbum Driving in the Silence. Ambas, até este álbum, eram as únicas canções que Sakamoto compôs.
Já os arranjos ficaram a cargo de Shin Kono e Zentaro Watanabe. Ambos já eram colaboradores de Sakamoto, Kono arranjou todo o álbum Driving in the Silence.
Uma edição limitada foi lançado contendo um DVD que contém o videoclipe da música "Nicola", além de um documentário making-of do álbum, chamado Road to SSW.
Uma pequena turnê foi organizada para divulgar o álbum. Nela, Sakamoto cantou todas as músicas inéditas compostas para ele.

## Recepção
O álbum ficou cinco semanas no Oricon Albums Chart, chegando à 6ª posição. Chegou à 4ª posição na Billboard Japan; além da 9ª posição na Tower Records.
Ao analisar o álbum, o CD Journal disse a obra "reafirmar o charme de Sakamoto", realçando sua capacidade vocal. Também elogia os arranjos feitos por Kono e Watanabe, chamando-os de "estilosos e bem pensados".
Taihei Kubota, da Tower Records, elogia a "essência que maturou através de colaborações com uma variedade de artistas e compositores, incorporada por todo o álbum."

## Faixas
| N.º            | Título                | Letras         | Música         | Arranjo          | Duração |  |
| 1.             | "Tooku"               | M. Sakamoto    | M. Sakamoto    | Shin Kono        | 4:43    |  |
| 2.             | "Sunshine"            | M. Sakamoto    | M. Sakamoto    | Zentaro Watanabe | 4:14    |  |
| 3.             | "everywhere ~HAL mix" | M. Sakamoto    | M. Sakamoto    | S. Kono          | 5:32    |  |
| 4.             | "Nicola"              | M. Sakamoto    | M. Sakamoto    | Z. Watanabe      | 3:55    |  |
| 5.             | "Ask."                | M. Sakamoto    | M. Sakamoto    | Z. Watanabe      | 3:43    |  |
| 6.             | "Naritai"             | M. Sakamoto    | M. Sakamoto    | Z. Watanabe      | 3:55    |  |
| 7.             | "Kaminari"            | M. Sakamoto    | M. Sakamoto    | S. Kono          | 3:22    |  |
| 8.             | "Chikai ~ssw edition" | M. Sakamoto    | M. Sakamoto    | S. Kono          | 5:03    |  |
| 9.             | "Boku no Hanbun"      | M. Sakamoto    | M. Sakamoto    | Z. Watanabe      | 6:33    |  |
| 10.            | "Singer Songwriter"   | M. Sakamoto    | M. Sakamoto    | S. Kono          | 5:51    |  |
| Duração total: | Duração total:        | Duração total: | Duração total: | Duração total:   | 46:51   |  |